# Hemigymnus fasciatus
Hemigymnus fasciatus là một loài cá biển thuộc chi Hemigymnus trong họ Cá bàng chài. Loài này được mô tả lần đầu tiên vào năm 1792.

## Từ nguyên
Từ định danh của loài trong tiếng Latinh có nghĩa là "có dải sọc", hàm ý đề cập đến các dải sọc trắng ở hai bên thân của chúng.

## Phạm vi phân bố và môi trường sống
H. fasciatus có phạm vi phân bố rộng khắp Ấn Độ Dương - Thái Bình Dương. Loài này được ghi nhận từ bờ biển phía nam bán đảo Ả Rập, trải dài dọc theo bờ biển Đông Phi đến Nam Phi, bao gồm Madagascar và các đảo quốc trong Ấn Độ Dương, cũng như bờ biển phía đông-nam Ấn Độ và Tây Úc; từ quần đảo Mergui trải rộng khắp các vùng biển Đông Nam Á và hầu hết các quần đảo, đảo quốc thuộc châu Đại Dương (ngoại trừ quần đảo Hawaii), xa nhất là đến quần đảo Pitcairn; ngược lên phía bắc đến vùng biển phía nam Nhật Bản (bao gồm quần đảo Ogasawara và quần đảo Ryukyu); về phía nam giới hạn đến Đông Úc, bao gồm đảo Lord Howe và các rạn san hô trên biển Tasman.
H. fasciatus sống gần những rạn san hô trên nền đáy cát và đá vụn ở độ sâu đến 35 m.

## Mô tả

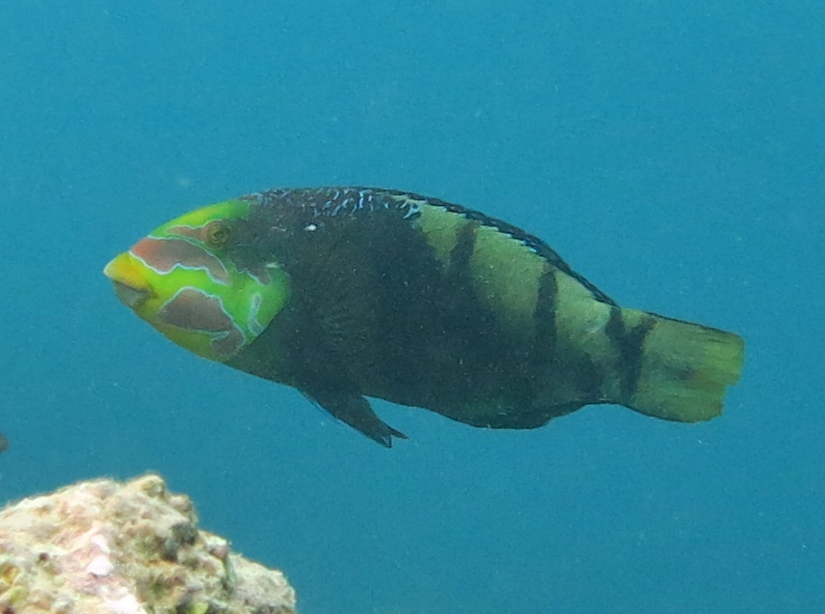
Cá đực trong mùa sinh sản (thân trắng sọc đen)

H. fasciatus có chiều dài cơ thể tối đa được ghi nhận là 75 cm, nhưng chiều dài lớn nhất được ghi nhận ở loài này có lẽ không vượt quá 50 cm. Theo John E. Randall, không có một cá thể H. fasciatus nào có chiều dài lớn hơn 30 cm được biết đến. Môi của loài này rất dày, phát triển dần theo độ tuổi. Đuôi cụt hoặc hơi bo tròn, có màu vàng (thường là cá đực) hoặc nâu.
Cá trưởng thành (đực lẫn cái) có màu đen với 4 dải trắng ở hai bên thân (và một dải trắng mờ ở gốc vây đuôi), có thể hơi phớt màu xanh lục ở cá đực. Đầu màu xanh lục, chuyển thành màu vàng ở phía dưới với nhiều vệt màu hồng hoặc màu cam viền xanh lam (những vệt hồng cam ở dưới đầu của cá đực phớt đen).
Cá đực có vây bụng màu xanh lục, còn cá cái có vây bụng màu đen. Cá đực còn có thêm một đốm màu đỏ sẫm đến đen phía sau mắt. Bên cạnh đó, H. fasciatus đực còn được quan sát là có thể đảo ngược kiểu màu trên cơ thể: từ sọc trắng thân đen thành sọc đen thân trắng, là kiểu màu của chúng trong mùa sinh sản.
Cá con có màu nâu sẫm và có đến 6 dải sọc trắng: dải đầu tiên băng qua gáy và ngực và hai dải cuối cùng nằm trên cuống đuôi và giữa vây đuôi (dải băng qua gáy và dải trên vây đuôi tiêu biến ở cá lớn). Đầu có các vệt vàng quanh mắt.
Số gai ở vây lưng: 9; Số tia vây ở vây lưng: 11; Số gai ở vây hậu môn: 3; Số tia vây ở vây hậu môn: 11; Số tia vây ở vây ngực: 14; Số gai ở vây bụng: 1; Số tia vây ở vây bụng: 5.

## Hành vi và tập tính
Thức ăn của H. fasciatus là các thủy sinh không xương sống nhỏ, chủ yếu là động vật giáp xác, động vật thân mềm và động vật da gai. H. fasciatus trưởng thành thường sống đơn độc, cũng bơi thành từng nhóm nhỏ trên các rạn san hô. Cá con thường ẩn mình trong các rạn san hô gần bờ, hoặc bơi gần các loài cầu gai có gai dài.
Loài này là một thành phần phụ trong ngành thương mại cá cảnh và đánh bắt hải sản, và cũng được đánh bắt trong ngành câu cá giải trí.

### Trích dẫn
- John E. Randall (2013). “Review of the Indo-Pacifc labrid fsh genus Hemigymnus” (PDF). Journal of the Ocean Science Foundation. 6: 2–18.